# Simón de la Garza Melo
Simón de la Garza Melo (Monterrey, Nuevo León, 24 de marzo de 1828 - ibídem, 11 de junio de 1875) fue un abogado y político mexicano que fue gobernador provisional de Nuevo León en plena época de la Intervención francesa.

## Biografía
Nació en Monterrey, Nuevo León, el 24 de marzo de 1828, siendo hijo del gobernador del Nuevo Reino de León Nicolás José de la Garza y Guerra y de doña María Teresa de Melo; fue hermano del también abogado y gobernador Trinidad de la Garza Melo y medio-hermano del también gobernador Juan Nepomuceno de la Garza y Evia. Estudió en el Seminario de Monterrey, y en 1851 se matriculó en la Escuela de Jurisprudencia del mismo Seminario, distinguiéndose por «su talento despejado, su laboriosidad y su singular aprovechamiento».
En mayo de 1855 interrumpió su carrera durante seis meses a fin de secundar el Plan de Monterrey, proclamado por Santiago Vidaurri contra el régimen de Santa Anna. Obtuvo el título de abogado el 16 de marzo de 1856. En ese mismo año fue elegido diputado al Congreso General Constituyente. Volvió a ser más tarde diputado federal y senador. El 27 de octubre de 1858 contrajo matrimonio con María Antonia Margáin en la Catedral de Monterrey; tuvieron seis hijos: Nicolás José, Carlos Fidencio, María Teresa, María Antonia, Simón y Amalia Garza Margáin.
El 12 de abril de 1865 el general Mariano Escobedo lo designó secretario general de gobierno, con facultades para resolver todos los problemas administrativos, pero solo ejerció este cargo hasta el primero de junio en que el mismo general delegó en él el gobierno de Nuevo León, siendo sustituido en la secretaría por Ignacio Galindo. Ocupada Monterrey por las fuerzas intervencionistas, De la Garza Melo actuó como gobernador en diversos pueblos del Estado. La mayor parte de su actividad se concentró en la organización de fuerzas para el Ejército del Norte. Trabajó también en la adquisición de armas y parque en los Estados Unidos.
En agosto logró poner a las órdenes de Escobedo, en Lampazos, 600 hombres. El gobierno imperialista lo nombró presidente del Tribunal Superior de Justicia en 1866, pero no ejerció este cargo. Concluida la intervención francesa estuvo al frente de la Administración de Correos hasta 1868.
Intelectual destacado, figuró como orador en diversos actos cívicos. Murió en Monterrey el 11 de junio de 1875.

## Faceta literaria
Desde 1852, siendo estudiante, empezó a publicar sus escritos en prosa y en verso en el Periódico Oficial. Fundó y dirigió en 1867 El Centinela, de carácter político. Rafael Garza Cantú lo calificó como de "estilo vibrante y enérgico que se manifiesta siempre igual en la prosa y en el verso", así como de "poeta sentido, poeta de verdad, de sensibilidad delicada, según el asunto".
Añade que "no fue un poeta común, lírico, vacío, patriótico y popular; despedía vivos resplandores... en los estudios jurídicos, políticos y sociales..."